# Nada Pavšer
Nada Pavšer, slovenska profesorica kemije in biologije,* 16. april 1948.
Nada Pavšer, ustanoviteljica slovenske mreže ekošol in prva nacionalna koordinatorka  je v bila letu 2012 imenovana Ambasador Energy Globe Award za Slovenijo .  

## Življenje
Leta 2000 je prejela častni znak svobode Republike Slovenije z naslednjo utemeljitvijo: »za zaslužno in zagnano delo z mladimi na področju varstva okolja«.
2010 je prejela prestižno okoljsko priznanje, nominirana, ena izmed treh z drugo nagrado Energy Globe Award v kategoriji Mladi, kjer je sodeloval 115 držav in več kot 500 projektov.
Na državnozborskih volitvah leta 2011 je kandidirala na listi Gibanje za Slovenijo.
Leta 2019 je na evropskih volitvah kandidirala na listi stranke Zeleni Slovenije. Lista je dobila 10.706 oz. 2,22 % glasov, Pavšerjeva pa 506 preferenčnih glasov.
Bila je pobudnica gibanja Povežimo Slovenijo. Gibanje je uradno nastalo januarja 2021, Pavšerjeva pa je postala njegova koordinatorka. Leta 2022 je koalicija petih strank nastopila na državnozborskih volitvah, a se ni uvrstila v parlament.
Na evropskih volitvah 2024 je vnovič kandidirala na listi Zelenih Slovenije. Preboj v Evropski parlament stranki ponovno ni uspel, Pavšerjeva je dobila 325 preferenčnih glasov volivcev.